# Vajda Gyula (tanár, 1843–1909)
Vajda Gyula György (Kaposvár, 1843. május 14. – Kolozsvár, 1909. március 26.) bölcseleti doktor, piarista áldozópap és egyetemi tanár.

## Élete
A gimnázium öt osztályának elvégzése után 1864. augusztus 31-én a piarista-rendbe lépett Vácon; tanulmányait Kecskeméten fejezte be. 1868-tól 1870-ig mint próbaéves tanár működött Kisszebenben. 1868. augusztus 24-én szentelték pappá. Tanított 1871-től 1874-ig Veszprémben és Kecskeméten. 1873-ban a budapesti egyetemen szerzett tanári oklevelet a történelemből és földrajzból.
1879-től 1882-ig Budapesten tanított és 1880-ban egyetemi magántanári képesítést nyert az Árpádkori művelődéstörténelemből. 1882-től Kolozsvárt működött 27 évig mint házfőnök és főgimnáziumi igazgató. Az itteni egyetemen 1883-ban magántanár, 1889. május 6-tól címzetes rendkívüli, 1892. augusztus 5-től rendkívüli és 1895. augusztus 18-ától a magyar művelődéstörténelemnek rendes tanára volt. 1903-04-ben a bölcseleti kar dékánja, 1891-től 1909-ig az Országos Tanárvizsgáló Bizottság rendes tagja, 1906-tól annak elnöke, 1895-ben a Kalazantinum főfelügyelője, 1894-től rendi kormánysegéd és szentszéki ülnök is volt.
Cikkei a kecskeméti római katolikus főgimnázium Értesítőjében (1873. A történelem és földrajz gymnasiumainkban, különösen mint az érettségi vizsgálat tárgyai); a budapesti főgimnázium Értesítőjében (1882. A kegyes-tanítórendiek megtelepülése Pesten.)

## Könyvei
- Városaink befolyása a közműveltségre. 1000–1301. Budapest, 1878
- A váradi regestrum (1209–1235). Magyar műveltségtörténeti kútfők ismertetése és bírálata. Budapest, 1880 (ism. Századok)
- Erdély viszonya a portához és a római császárhoz, mint magyar királyhoz a nemzeti fejedelemség korában. Kolozsvár, 1891